# エスタカ・デ・バレス岬

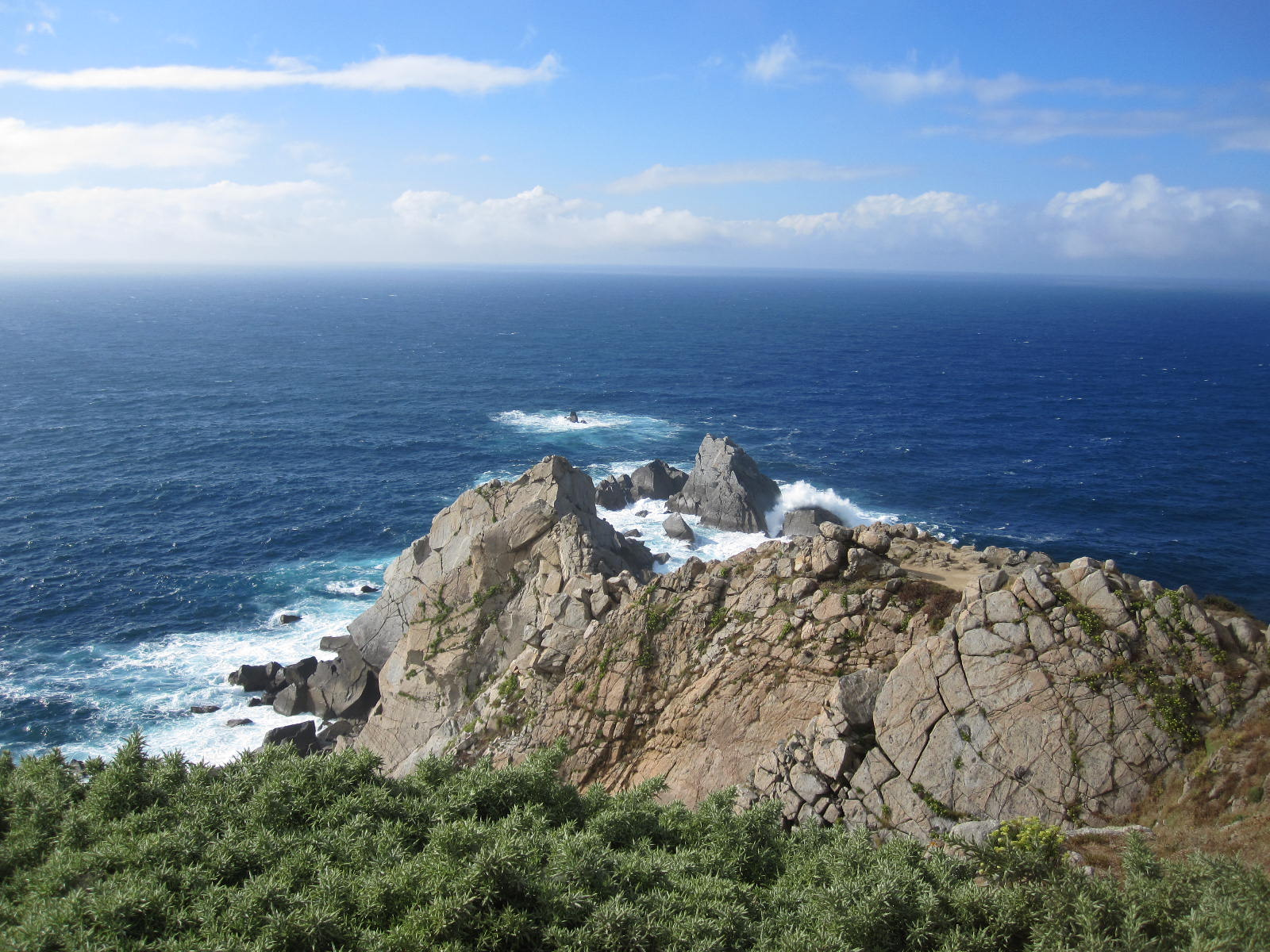
岬の全景

エスタカ・デ・バレス岬（スペイン語: Punta de Estaca de Bares）は、スペイン・ガリシア州ア・コルーニャ県マニョンにある岬。ビスケー湾と北大西洋の境界に面している。北緯43度47分38秒にあり、スペインの最北端地点である。

## 概要

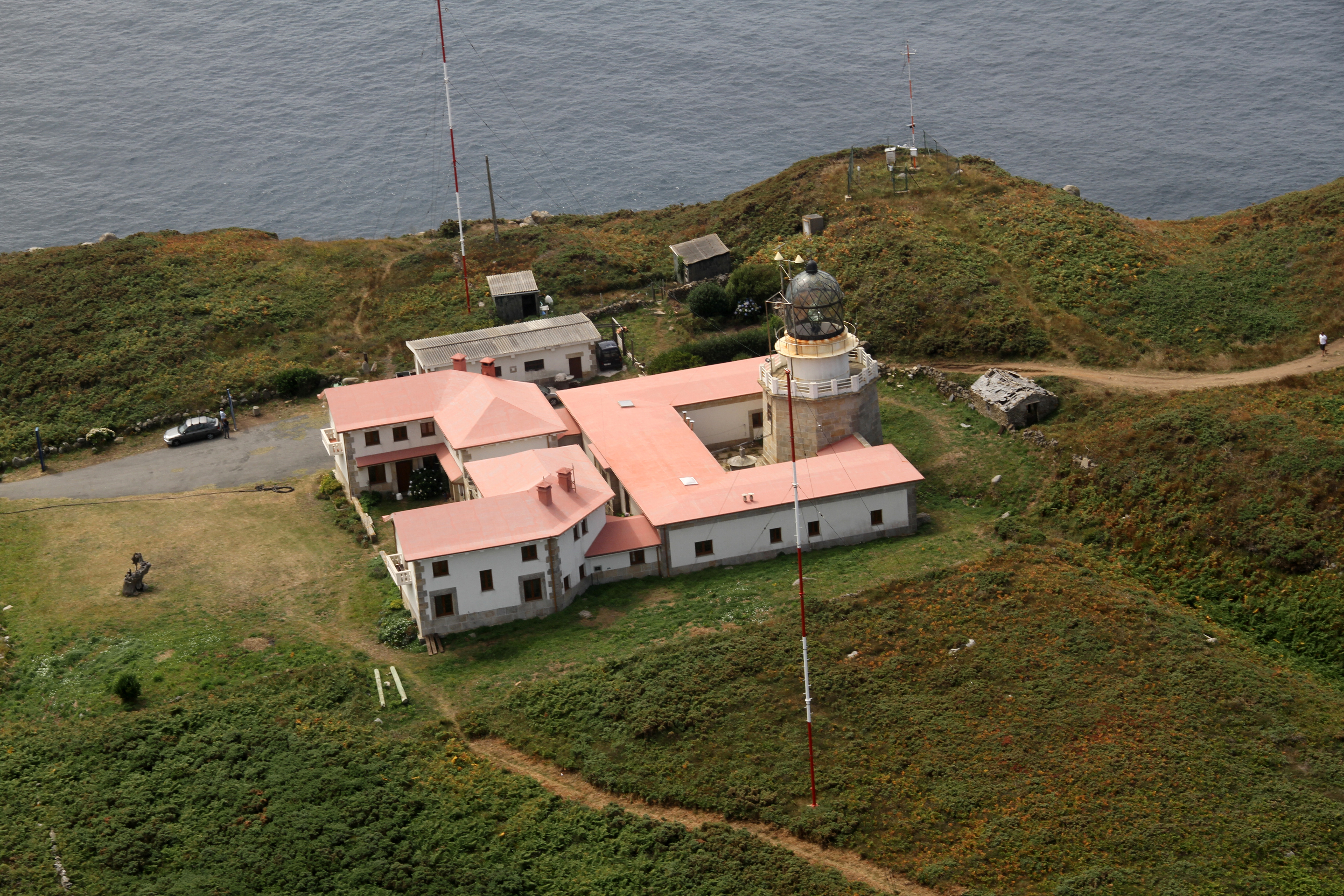
エスタカ・デ・バレス岬灯台

エスタカ・デ・バレス岬は北大西洋とビスケー湾（大西洋の一部）を隔てている。年降水量は2500mmを超え、ヨーロッパ有数の降水量を持つ地点である。この気候条件によって固有の生態系と生物多様性がはぐくまれ、スペイン政府によって自然保護区に指定されている。
フェニキア人の時代の港や塩漬け魚工場の廃墟があり、現在は観光客に公開されている。1850年に建設されたエスタカ・デ・バレス灯台はフェロル港の管轄で現在でも稼働している。かつてスペイン海軍が使用していた信号所の建物があり、現在はホテル兼レストランに改装されている。
第二次世界大戦ではドイツの潜水艦がエスタカ・デ・バレス岬の沖合に沈没した。生き残ったひとりのドイツ人将校は、潜水艦の沈没記念日に毎年この岬を訪れている。彼の死後には遺灰が岬から海に撒かれた。